# Ash Brannon
Ash Brannon (* 19. Juli 1969 in Columbus, Georgia) ist ein US-amerikanischer Animator, Filmregisseur und Drehbuchautor, der viermal für einen Annie Award nominiert wurde.

## Karriere
Brannons Karriere im Filmgeschäft begann 1989 als Animator bei Walt Disneys 28. abendfüllenden Zeichentrickfilm Arielle, die Meerjungfrau. Bei dem 1995 erschienenen Film Toy Story, der erste abendfüllende Animationsfilm von Pixar, übte er die gleiche Tätigkeit aus. Für Pixar wirkte er zudem bei deren zweiten abendfüllenden Film Das große Krabbeln genau so wie beim zweiten Teil von Toy Story mit. Für die Fortsetzung die 1999 veröffentlicht wurde, schrieb er am Drehbuch mit und war zudem als Co-Regisseur für die Umsetzung des Films verantwortlich. Für seine Leistungen bei diesem Film erhielt er zwei Annie Awards. Danach endete die Zusammenarbeit mit Pixar und er widmete sich den von Sony Pictures Animations produzierten Film Könige der Wellen. Dafür verfasste Brannon das Drehbuch und war mit Chris Buck als Regisseur verantwortlich. Für ihre Beteiligung erhielten die beiden eine Oscarnominierung bei der Oscarverleihung 2008 in der Kategorie „Bester Animationsfilm“. Die Auszeichnung erhielt Brad Bird für Pixars Ratatouille. Bei den Annie Awards verloren sie ebenfalls gegen die Konkurrenz von Ratatouille.
Brannon letzter Film war eine amerikanisch-chinesische Koproduktion, wobei Huayi Brothers als Produktionsgesellschaft verantwortlich war, der im Jahr 2016 unter dem Titel Rock Dog veröffentlicht wurde und er das erste Mal alleine Regie führt.
Des Weiteren verlieh er zwei Charakteren seine Stimme, er ist als Filmemacher in Könige der Wellen und als Ian in Rock Dog zu hören.

## Filmografie (Auswahl)

### Animator
- 1989: Arielle, die Meerjungfrau (The Little Mermaid)
- 1995: Toy Story
- 1997: Loose Tooth (Kurzfilm)
- 1998: Das große Krabbeln (A Bug’s Life)
- 1999: Toy Story 2

### Drehbuch & Regie
- 1999: Toy Story 2
- 2007: Könige der Wellen (Surf’s Up)
- 2016: Rock Dog